# درخت زندگی (فیلم)
درخت زندگی (به انگلیسی: The Tree of Life) فیلمی است آمریکایی با ژانر درام و تجربی که توسط فاکس سرچلایت پیکچرز در تاریخ ۲۷ مه ۲۰۱۱ در آمریکا اکران شد. کارگردان و نویسنده این فیلم ترنس مالیک و بازیگران اصلی آن برد پیت، شان پن، جسیکا چستین می‌باشند. فیلم معنی و تاریخچه زندگی را از دید مردی میان سال با مرور خاطرات کودکی او در دهه ۱۹۵۰ در تگزاس بازسازی می‌کند و آن را با جلوه‌های تصویری به منشأ خلقت پیوند می‌دهد.این فیلم پس از تاخیرهای طولانی در سال‌های ۲۰۰۹ و ۲۰۱۰ در جشنواره فیلم کن ۲۰۱۱ اکران شد.

## داستان
فیلم با جمله‌ای از کتاب ایوب نبی شروع می‌شود: «آنگاه که زمین را بنیان نهادم، کجا بودی… آنگاه که ستارگان صبح باهم سرود خواندند و پسران خدا همگی فریاد شادی سردادند.»

## جوایز
فیلم برندهٔ نخل طلای کن سال ۲۰۱۱ است.